# Club Sport Emelec
O Club Sport Emelec, mais conhecido como Emelec, é um clube de futebol profissional equatoriano sediado na cidade de Guayaquil. Disputa a LigaPro Serie A, a principal competição de futebol entre clubes do país, sendo o seu segundo maior vencedor e tendo uma semifinal da Copa Libertadores da América como o seu melhor resultado internacional.

## História
A origem do nome do clube vem do acrônimo de Empresa Eléctrica del Ecuador (Emelec). O superintendente da empresa e entusiasta dos esportes, o norte-americano George Capwell, fundou em 28 de abril de 1929, o Club Sport Emelec na cidade de Guayaquil. As estrelas do escudo representam as 24 províncias do país.
Na Copa Libertadores de 2012 se classificou para as oitavas-de-final, na fase de grupos conseguiu resultados históricos como vencer o Flamengo de Ronaldinho Gaúcho e o Olimpia no Paraguai.

## Estádio
Em homenagem ao fundador do clube, George Capwell, o estádio do clube leva o nome de Estadio George Capwell, com capacidade para 40.000 pessoas.

## Rivalidades
A rivalidade mais intensa do clube é com o outro time da cidade, o Barcelona. As partidas entre os clubes são conhecidas como El Clásico del Astillero.

## Títulos
| NACIONAIS | NACIONAIS              | NACIONAIS | NACIONAIS                                                                     |
|           | Competição             | Títulos   | Temporadas                                                                    |
| --------- | ---------------------- | --------- | ----------------------------------------------------------------------------- |
|           | Campeonato Equatoriano | 14        | 1957, 1965, 1972, 1979, 1988, 1993, 1994, 2001, 2002, 2013, 2014, 2015 e 2017 |

### Outras campanhas de destaque
- Copa Libertadores da América
  - Terceiro lugar (1): 1995
- Copa Merconorte
  - Vice-campeão (1): 2001